# Oblężenie Galway
Oblężenie Galway – oblężenie, które miało miejsce w okresie od sierpnia 1651 r. do maja 1652 r. w trakcie kampanii Cromwella w Irlandii (1649–1653). Galway, portowe miasto w zachodniej Irlandii było ostatnim miastem kontrolowanym przez siły konfederackie. Upadek miasta zakończył opór Irlandczyków przeciwko siłom angielskim.
Armią parlamentarną dowodził Charles Coote, osadnik angielski, który w trakcie wojny Konfederackiej w Irlandii stał na czele sił angielskich w Ulsterze. Garnizonem irlandzkim w Galway dowodził Thomas Preston, a jego siły były składanką różnorodnych oddziałów, które wymknęły się ze zdobytego przez Anglików miasta Waterford.
Galway chronione było silnym bastionem umocnień. Atak na miasto utrudniony był dodatkowo na skutek obsadzonych przedmieść Galway Bay, Lough Corrib i Lough Atallia. Jedynie tylko niewielki obszar na północ od miasta umożliwiał napastnikom frontalny atak na silnie bronione przez artylerię stanowiska.
Coote, świadomy tego faktu nakazał odcięcie miasta od świata zewnętrznego, zakazując swoim siłom ataku. Siły angielskie zablokowały drogę pomiędzy Lough Atallia i Lough Corrib a ich flota stanęła w Galway Bay, uniemożliwiając dostawy żywności i broni do miasta. Irlandczykom udało się jednak utrzymać pod swoją kontrolą przedmieścia na zachód od miasta, gdzie stacjonowało w Connemara 3000 żołnierzy pod wodzą Richarda Farella.
W listopadzie 1651 r. pod upadku miasta Limerick, zdobycie Galway stało się najważniejszym zadaniem dla głównodowodzącego siłami parlamentarnymi w Irlandii Henry’ego Iretona. Do tego celu Ireton wysłał kolejne wojska do blokady miasta. Po 7 miesiącach oblężenia miasto skapitulowało. Ulick Burke, który w tym czasie dowodził siłami irlandzkimi, próbował jeszcze zatrzymać siły angielskie pod Jamestown w hrabstwie Leitrim, jednak niewiele oddziałów posłuchało jego rozkazów. W marcu 1652 r. rozpoczęły się rozmowy kapitulacyjne, zatwierdzone dnia 12 maja 1652 r. przez Thomasa Prestona. Kapitulację przyśpieszył wybuch dżumy w mieście i brak żywności. Coote także nękany chorobami w swojej armii zgodził się na warunki Irlandczyków, dzięki czemu Preston mógł z większą częścią swojej armii opuścić Irlandię i wstąpić do armii hiszpańskiej. Po zdobyciu miasta Anglicy respektowali prawa mieszkańców, nie dopuszczając się rabunków. Wyjątkiem byli katoliccy handlarze, których majątek skonfiskowano.